# Nicola Thostová
Nicola Thostová (* 3. května 1977, Pforzheim) je bývalá německá snowboardistka.
Na olympijských hrách v Naganu roku 1998 vyhrála závod na U-rampě, při historické premiéře této disciplíny (a celého snowboardingu) na olympiádě. V seriálu světového poháru vyhrála čtyři závody. Závodní kariéru ukončila roku 2003, ve 26 letech, po zranění kolene. V roce 2009 se však překvapivě na svahy vrátila. V březnu 2002 vyšel v německém vydání časopisu Playboy fotografický seriál s jejími akty. Od roku 2009 je aktivní v programu vyhledávání talentů Sprungbrett. V mládí se věnovala gymnastice a lyžování, než ve třinácti letech přesedlala na snowboard.